# Holger Pedersen (sprogforsker)
 Der er flere personer med dette navn, se Holger Pedersen (Gissemand).
Holger Pedersen (født 7. april 1867 i Gelballe, død 25. oktober 1953 i Hellerup) var en dansk sprogforsker. 
Efter studentereksamen fra Ribe Katedralskole i 1885 studerede han latin, græsk og dansk ved Københavns Universitet og blev cand. mag. i 1890. Allerede tidlig gav han sig af med omfattende sprogstudier med særligt henblik på den sammenlignende sprogvidenskab. Under studierne havde han også beskæftiget sig med sanskrit, hvorved interessen for sprogvidenskab blev vakt. På en udenlandsrejse fra marts 1892 til sommeren 1896, dels ved tyske Universiteter, dels i Østeuropa og i Irland, tilegnede han sig flere sprog, for eksempel albansk og russisk. Efter sin hjemkomst skrev han sin doktordisputats Aspirationen i irsk i 1897.
Han blev ansat ved Københavns Universitet 1900 som docent i sammenlignende sprogvidenskab med forpligtelse til indtil videre stadig at læse over slaviske sprog, fra 1903 i et ekstraordinært professorat, fra 1914 som ordinær professor i sammenlignende sprogvidenskab. Hans skriftlige arbejder beskæftiger sig både med tværsproglige emner, for eksempel lyd i de indoeuropæiske sprog, og med emner vedrørende enkelte sprog, for eksempel litauisk, oldarmensk, hittittisk og tokharisk. Mest kendt i sin samtid var han for sine studier i keltisk.
Blandt hans mange arbejder, som for en stor del blev offentliggjorte i ulige tidsskrifter, danske eller udenlandske, og foruden om den indoeuropæiske sproghistorie i almindelighed navnlig har drejet sig om slavisk, keltisk, armensk og albanesk samt lykisk, har han udgivet en række folkeeventyr, som han selv har optegnet i Albanien (også i tysk oversættelse). Holger Pedersen formulerede slagordet: Ingen undtagelse uden regel.

## Hædersbevisninger
Holger Pedersen var rektor for Københavns Universitet, han var præsident for Videnskabernes Selskab 1934-1938.
Han modtog Ridder af Dannebrog 1919 og Storkorset af Dannebrogordenen i 1950.

## Forfatterskab
- "Das Präsensinfix n" (Indogermanische Forschungen 2; 1893, s. 285-332)
- Albanische Texte mit Glossar (S. Hirzel.= Abhandlungen der Königlichen Sächsischen Akademie der Wissenschaften 15.3.; Leipzig 1895.)
- Aspirationen i Irsk; Leipzig: Spirgatis 1897 (doktordisputats)
- Zur albanesche Volkskunde; København 1898
- "Türkische Lautgesetze" (Zeitschrift der Deutschen Morgenländischen Gesellschaft 57; 1903, s. 535-561)
- "Les pronoms démonstratifs de l’ancien arménien" (Videnskabernes Selskabs Skrifter 1905)
- "Die indogermanisch-semitische Hypothese und die indogermanische Lautlehre." (Indogermanische Forschungen 22; 1908, s. 341-365)
- Vergleichende Grammatik der keltischen Sprachen, I—II; Göttingen: Vandenhoeck and Ruprecht 1909—13
- Russisk Grammatik; 1916
- Russisk Læsebog; 1916
- Et Blik paa Sprogvidenskabens Historie; 1916
- "Les formes sigmatiques du verbe latin" (Videnskabernes Selskabs Skrifter 1921)
- "Sprogvidenskaben i det nittende Aarh., Metoder og Resultater" (Det nittende Aarhundrede, skildret af nordiske Videnskabsmænd; København: Gyldendalske Boghandel 1924) (oversat til engelsk 1931 ved John Webster Spargo som Linguistic Science in the Nineteenth Century: Methods and Results; Cambridge, Massachusetts: Harvard University Press. 1931.; genudgivet i 1959 som The Discovery of Language: Linguistic Science in the Nineteenth Century, Bloomington: Indiana University Press; paperback edition 1962.)
- Etudes lituaniennes.; København: Ejnar Munksgaard 1933
- "Zur Frage nach der Urverwandschaft des Indoeuropäischen mit dem Ugrofinnischen." (Mémoires de la Société finno-ougrienne 67, 1933; s. 308-325)
- "Hittitisch und die anderen indoeuropäischen Sprachen" (Det Kongelige Danske Videnskabernes Selskab, Historisk-filologiske Meddelelser 25.2.; København 1938)
- Tocharisch vom Gesichtspunkt der indoeuropäischen Sprachvergleichung. København: Ejnar Munksgaard 1941. (2. udgave 1949.)
- "Die gemeinindoeuropäischen und die vorindoeuropäischen Verschlusslaute" (Det Kongelige Danske Videnskabernes Selskab, Historisk-filologiske Meddelelser 32.5.; København 1951)